# Maximilian Lahnsteiner
Maximilian Lahnsteiner (Gmunden, 16 agosto 1996) è un ex sciatore alpino austriaco, vincitore della Coppa Europa nel 2021.

## Biografia
Sciatore polivalente originario di Ebensee e attivo dal dicembre del 2011, Lahnsteiner ha esordito in Coppa Europa il 18 gennaio 2014 a Zell am See in slalom speciale, senza qualificarsi per la seconda manche; ai Mondiali juniores di Hafjell 2015 ha vinto la medaglia d'argento nella gara a squadre e a quelli di Soči/Roza Chutor 2016 ha conquistato la medaglia di bronzo nello slalom gigante. In Coppa Europa ha colto il primo podio il 5 dicembre 2018 a Funäsdalen nella medesima specialità (3º) e la prima vittoria il 14 dicembre 2020 a Santa Caterina Valfurva in discesa libera; ha debuttato in Coppa del Mondo il 6 marzo 2021 a Saalbach-Hinterglemm in discesa libera (30º) e in quella stessa stagione 2020-2021 in Coppa Europa si è aggiudicato la classifica generale, dopo aver conquistato tra l'altro la sua seconda e ultima vittoria (nonché ultimo podio) nel circuito, il 28 gennaio a Orcières in discesa libera. Ha preso per la seconda e ultima volta il via in Coppa del Mondo il 26 novembre 2022 a Lake Louise in discesa libera (54º) e si è ritirato durante quella stessa stagione 2022-2023: la sua ultima gara è stata il supergigante di Coppa Europa disputato a Wengen il 7 gennaio, chiuso da Lahnsteiner al 25º posto. Non ha preso parte a rassegne olimpiche o iridate.

## Palmarès

### Mondiali juniores
- 2 medaglie:
  - 1 argento (gara a squadre a Hafjell 2015)
  - 1 bronzo (slalom gigante a Soči/Roza Chutor 2016)

### Coppa del Mondo
- Miglior piazzamento in classifica generale: 152º nel 2021

### Coppa Europa
- Vincitore della Coppa Europa nel 2021
- 7 podi:
  - 2 vittorie
  - 3 secondi posti
  - 2 terzi posti

#### Coppa Europa - vittorie
| Data             | Località                | Paese   | Specialità |
| ---------------- | ----------------------- | ------- | ---------- |
| 14 dicembre 2020 | Santa Caterina Valfurva | Italia  | DH         |
| 28 gennaio 2021  | Orcières                | Francia | SG         |

Legenda:

DH = discesa libera

SG = supergigante

### Campionati austriaci
- 2 medaglie:
  - 1 oro (combinata nel 2015)
  - 1 argento (supergigante nel 2018)